# Експансія
Експа́нсія — розширення сфери панування, впливу, поширення чого-небудь за початкові межі. Розрізняють територіальну, економічну і політичну експансію. Прагнення держави до захоплення нових територій, колоній, ринків збуту в інших країнах.

## Види експансії
Розрізняють такі види експансії:
- Політична;
- Воєнна;
- Економічна;
- Інформаційна;
- Культурна;
- Мовна;
- Міграційна.

## Експансія і Україна
Українські землі віддавна були ареною боротьби між різними суб'єктами: центрами експансіонізму і тими, що їм протидіяли. Експансія на теренах України відображена у працях М. Грушевського, С. Рудницького, Ю. Липи та багатьох інших істориків, географів, літописців, хроністів тощо. Україна була і є об'єктом спрямування експансії, і суб'єктом експансії.

### Україна як об'єкт експансії
Землі, які тепер є українськими, а згодом і сама Україна в різні історичні часи зазнавали експансії. Серед народів і країн, що здійснювали експансіоністську політику, були такі: греки, гуни, готи, монголо-татари, Хозарський каганат, Росія (Московія, Російська імперія, СРСР, Російська Федерація), Угорщина, Польща, Литва, Османська імперія, Румунія, Німеччина.

### Україна як суб'єкт експансії
Давні народи й державні утворення, що існували на українських землях (зокрема кімерійці й скіфи, Київська Русь) здійснювали збройну експансію на близькі й далекі території.
Україна в минулому не один раз ставала центром міграційної експансії.
З території північно-західної половини України відбулося розселення слов'ян на інші території Євразії, де сформувалися і запанували слов'янські мови і слов'яномовні народи.
З української етнічної території розселилися етнічні українці на терени Азії, Америки, Австралії, певних регіонів Європи.